# Gunnarella nambana
Gunnarella nambana är en orkidéart som beskrevs av Beverley Ann Lewis. Gunnarella nambana ingår i släktet Gunnarella och familjen orkidéer.
Artens utbredningsområde är Vanuatu. Inga underarter finns listade i Catalogue of Life.